# Mega Mindy et le Cristal noir
 (avril 2015).
Pour plus de détails, voir Fiche technique et Distribution.
Mega Mindy et le Cristal noir (titre original: Mega Mindy en het warte kristal) est un film pour enfants flamand réalisé par Matthias Temmermans, sorti en 2010.
Le scénario a été écrit par Matthias Temmermans et Jimmy Simons. Le film raconte l'histoire de Charles  (interprété par Hero Muller), l'inventeur d’une machine qui peut cloner et contrôler n’importe qui, comme Marie Fontaine, alias Mega Mindy (Free Souffriau). Mega arrivera à neutraliser cette machine infernale.
Le tournage du film (en langue néérlandaise) s'est déroulé en Espagne.
Le film a d'abord été diffusé en Belgique le 16 décembre 2010, puis à la télévision sur la chaîne Ketnet (chaîne de télévision pour enfants néerlandaise). Mega Mindy et le Cristal Noir est le deuxième long métrage du personnage de Mega Mindy, faisant suite au film Le Secret de Mega Mindy (Het geheim van Mega Mindy).

## Synopsis
Il y a des milliers d'années, une météorite comportant un cristal noir regorgeant d’énergies négatives, a été déposée dans le désert Zahambra. Quiconque pose sa main sur cette météorite peut créer un clone démoniaque de lui. Le sultan du Zahambra cache donc le cristal.
Charles, un ami d'enfance du grand-père Fontaine, avait créé un duplicateur et fabriquait des billets de banques, mais a été arrêté par la police. En prison, Charles rencontre Axel Boef (Levi van Kempen), un criminel, et apprend que le sultanat du Zahambra possède un morceau du cristal noir qui permettrait de dupliquer Mega Mindy et de contrôler son clone noir, pour braquer des banques.
Marie Fontaine, alias Mega Mindy, est une policière qui joue occasionnellement au théâtre « Belgica » avec son collègue policier Tommy (Louis Talpe), dont elle est secrètement amoureuse.
Mais Tommy, lui, est amoureux de Mega Mindy, la superwoman qui apparaît quand le mal risque de l’emporter sur le bien. Tommy ignore que Mega Mindy n’est autre que Marie, qui se transforme en superwoman grâce à l’invention de son grand-père Fontaine, une capsule contrôlée par l’ordinateur Disque dur.
Libéré de prison, Axel Boef récupère un morceau du cristal noir. Charles donne son duplicateur à Axel Boef, qui se rend au théâtre. Avec la machine et le cristal, Axel duplique Mega Mindy en une Mega Mindy noire. Mais Axel n’avait pas assez de cristal et Mega Mindy noire disparaît.
Marie, Tommy et les autres essaient d'être les premiers à trouver le cristal noir avant qu'il ne tombe dans les mains d’Axel Boef. Mais Mega Mindy doit lutter contre son clone diabolique. La police arrête Axel Boef et Charles.
Mega Mindy prend une lance et la jette dans le duplicateur, ce qui transforme tous les clones noirs en clone « normaux ». Mega Mindy récupère le cristal et s'en débarrasse dans l'espace, puis elle reprend sa forme régulière, ce qui fusionne tous les clones en un seul, elle-même. La police envoie Axel Boef et Charles en Zahambra.

## Fiche technique
- Titre original : Mega Mindy en het Zwarte Kristal
- Titre français : Mega Mindy et le Cristal noir
- Réalisation : Matthias Temmermans
- Scénario : Matthias Temmermans et Jimmy Simons
- Photographie : Herman Wolfs
- Musique : Olaf Janssens
- Maquillage : Cindi Van Looveren
- Société de production : Studio 100
- Société de distribution : Kinepolis Film Distribution
- Genre : film pour enfants
- Format : couleur - 16:9 - 35 mm - son Dolby Digital 2.0 en 5.1, DTS 5.1
- Pays d'origine :  Belgique
- Langue : néerlandais
- Durée : 78 minutes
- Année de production : 8 mai 2010 (tournage) - 2010 (post-production et finalisation)
- Dates de sortie : 
  -  Belgique : Mega Mindy et le Cristal noir : 15 décembre 2010
  -  Pays-Bas : Mega Mindy en het Zwarte Kristal : 15 décembre 2010
  -  France : Mega Mindy et le Cristal noir : 13 avril 2011 (DVD title)

## Distribution
- Free Souffriau : Mega Mindy (Marie Fontaine) / Mega Mindy noire
- Louis Talpe : Tommy, agent de police
- Nicky Langley : Mamy Fontaine, agent de police
- Fred Van Kuyk : Papy Fontaine, scientifique
- Anton Cogen : Commissaire Migraine Kamiel
- Levi van Kempen : Axel Boef, le malfrat à la solde de Charles
- Hero Muller : Charles, l’ami d'enfance de grand-père Fontaine
- Urbanus : sultan de Zahambra
- Matthias Temmermans : Bliep

## Production
La grossesse de l'actrice principale, Free Souffriau, a retardé le début du tournage jusqu'au 8 mai 2010. Le tournage eut lieu pour la première fois en dehors du Benelux, à Alcazaba, et dans le désert de Tabernas à Almería dans le sud de l’Espagne. Le reste des scènes a été tourné en studio et dans plusieurs villes flamandes, notamment à Lierre.
Le scénario a été inspiré de Spiderman 3 (2007).
Le film fait suite au film Le Secret de Mega Mindy (titre original: Het geheim van Mega Mindy, 2009). Une suite a été produite sous le nom Mega Mindy et le Baron de bonbons (titre original: Mega Mindy en de Snoepbaron, 2011).
Le film est une adaptation cinéma de la série de jeunesse à succès Mega Mindy.
Il est sorti en direct-to-video en France le 13 avril 2011.